# Cantó de Briva la Galharda Nord-Oest
El cantó de Briva la Galharda Nord-Oest és un cantó francès del departament de la Corresa, situat al districte de Briva la Galharda. Comprèn part del municipi de Briva la Galharda.

## Història
| Data d'elecció                           | Identitat            | Partit | Qualitat |
| ---------------------------------------- | -------------------- | ------ | -------- |
| 1982-1992                                | Jean-Claude Cassaing | PS     |          |
| 1992-1998                                | Jean-Michel Delsart  | UDF    |          |
| 1998-2008                                | Philippe Nauche      | PS     |          |
| 2008-                                    | Michel Da Cunha      | PS     |          |
| les dades anteriors no són pas conegudes |                      |        |          |
|                                          |                      |        |          |

| 1962 | 1968 | 1975 | 1982 | 1990 | 1999 | 2006   |
| ---- | ---- | ---- | ---- | ---- | ---- | ------ |
| -    | -    | -    | -    | -    | -    | 11.174 |